# Orologio (Reggio Emilia)
L'Orologio (L'Arlòi in dialetto reggiano) è un quartiere di 3 850 abitanti della periferia ovest di Reggio Emilia posto a meno di 2 km dal centro storico della città, lungo l'asse viario che collega il capoluogo di provincia alla Val d'Enza. Viene detto anche quartiere Spirito Santo-Orologio o Zona Acquedotto, per la presenza della prima grande torre piezometrica della città, risalente al 1962. Sulla Via Emilia, al confine con Pieve Modolena, è situata la Collezione Maramotti, museo di arte contemporanea sorto per volontà dell'omonima famiglia cui fanno capo Max Mara e Credem.

## Geografia

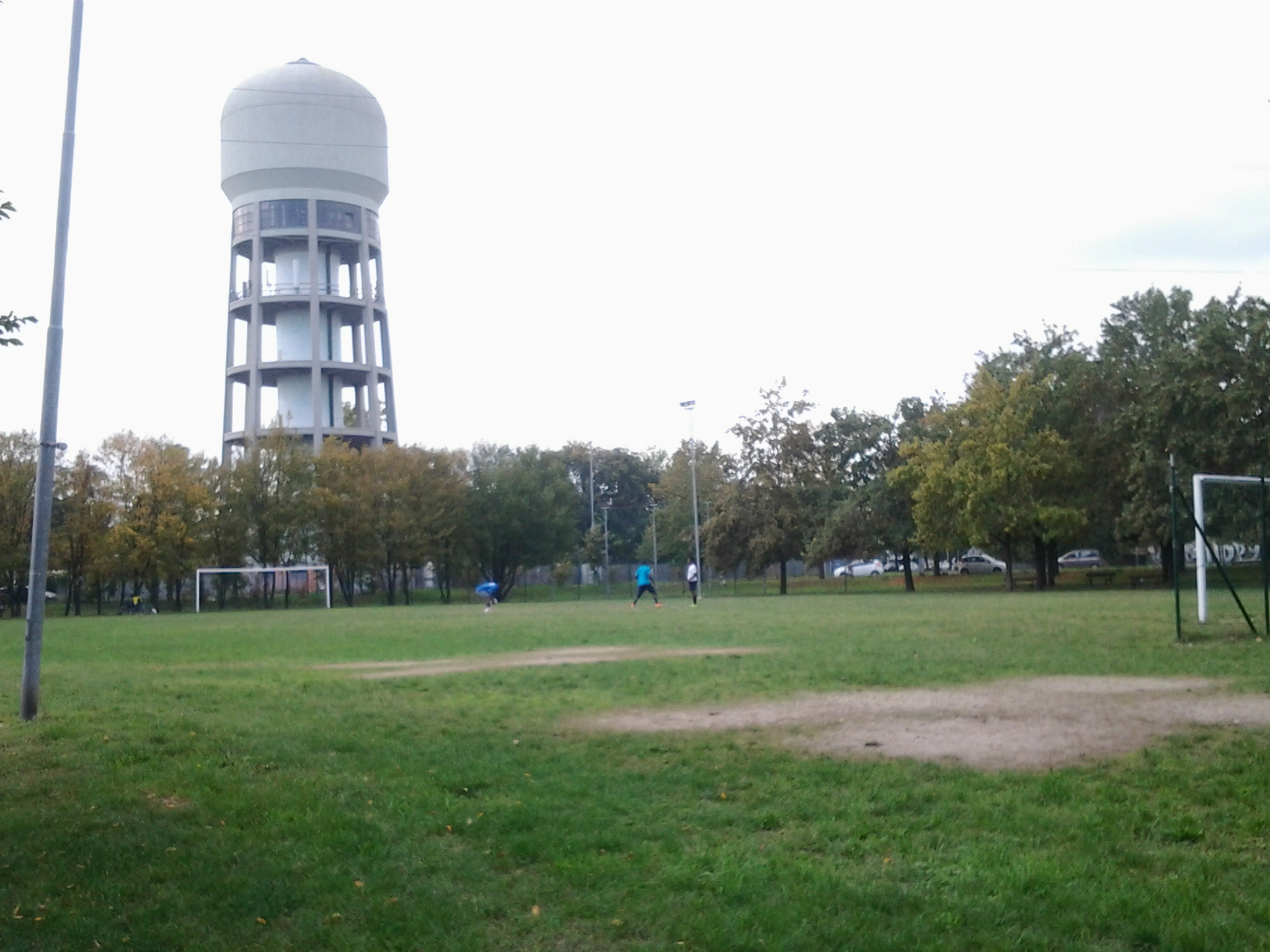
L'acquedotto di via Gorizia visto dal parco del Gelso

La località è situata in un ambito di media pianura al confine occidentale del tessuto urbano della città consolidata. È lambita a ovest dal cavo Guazzatore o la Fossa, oggi tombato, a nord dalla via Emilia, a est dall'agglomerato urbano di Regina Pacis e a sud da via Gorizia, la direttrice che collega Reggio a Cavriago, Montecchio e la val d'Enza. La zona è tagliata in due dalla ferrovia Reggio-Ciano e da via Chopin, segmento dell'asse attrezzato del sistema tangenziale di Reggio Emilia. 
Confina a nord con Pieve Modolena e il quartiere Carrozzone, a est con Regina Pacis, a sud con Bell'Albero-Premuda e Roncina, a est con Roncina.
L'altitudine varia da 49 a 60 m s.l.m.

## Origine del nome
Il quartiere Orologio prende il nome dall'antico Casino dell'Orologio, dimora padronale di campagna, oggi centro socio-culturale comunale e centro civico del quartiere, che deve il suo nome a un orologio situato sulla facciata meridionale del fabbricato e demolito nel secondo dopoguerra.

## Storia
La zona era abitata già durante l'età del bronzo, come testimoniano i reperti ritrovati nelle vicinanze.
Al periodo romano risale, invece, l'asse di collegamento con Luceria e la valle dell'Enza, poi divenuta strada della Roncina o di Cavriago e, soltanto dopo la prima guerra mondiale, via Gorizia. 
Prima delle grandi urbanizzazioni del secondo dopoguerra l'area dell'Orologio era parte della villa e parrocchia di Cavazzoli, il cui territorio si estendeva per ben 7 km a ovest di porta Santo Stefano. La zona, a carattere prettamente rurale, si estendeva fra la via Emilia, la strada della Roncina (via Gorizia), il cavo Guazzatore e i borghi posti lungo il torrente Crostolo affiancati soltanto in epoca fascista dal villaggio di case popolari IACP di via Mascagni. Escludendo le poche case coloniche presenti in loco, i principali nuclei insediativi erano l'Angelo Vecchio, il casino dell'Orologio e villa Ottavi-Terrachini.

L'edificio di più antica fondazione del quartiere è l'antica osteria dell'Angelo (o Angelo Vecchio), situato sulla via Emilia fuori porta Santo Stefano. Prima di diventare un luogo di sosta e ristoro ospitava un ospedale nominato addirittura in un documento dell'archivio capitolare di Reggio dell'882. Pochi anni dopo, nell'889, fu dato in beneficio al vescovo Pietro, per compensarlo delle devastazioni subite dal passaggio degli Ungari. Ancora nel 1200 l'ospedale era destinato ai pellegrini e agli infermi e lo stesso è citato come ospedale "Plebis" nell'estimo dei fuochi del 1315. Dell'osteria si hanno notizie dal 1471. Alla fine del XVI secolo vi soggiornarono le maestranze impegnate nella costruzione del Tempio della Beata Vergine della Ghiara.

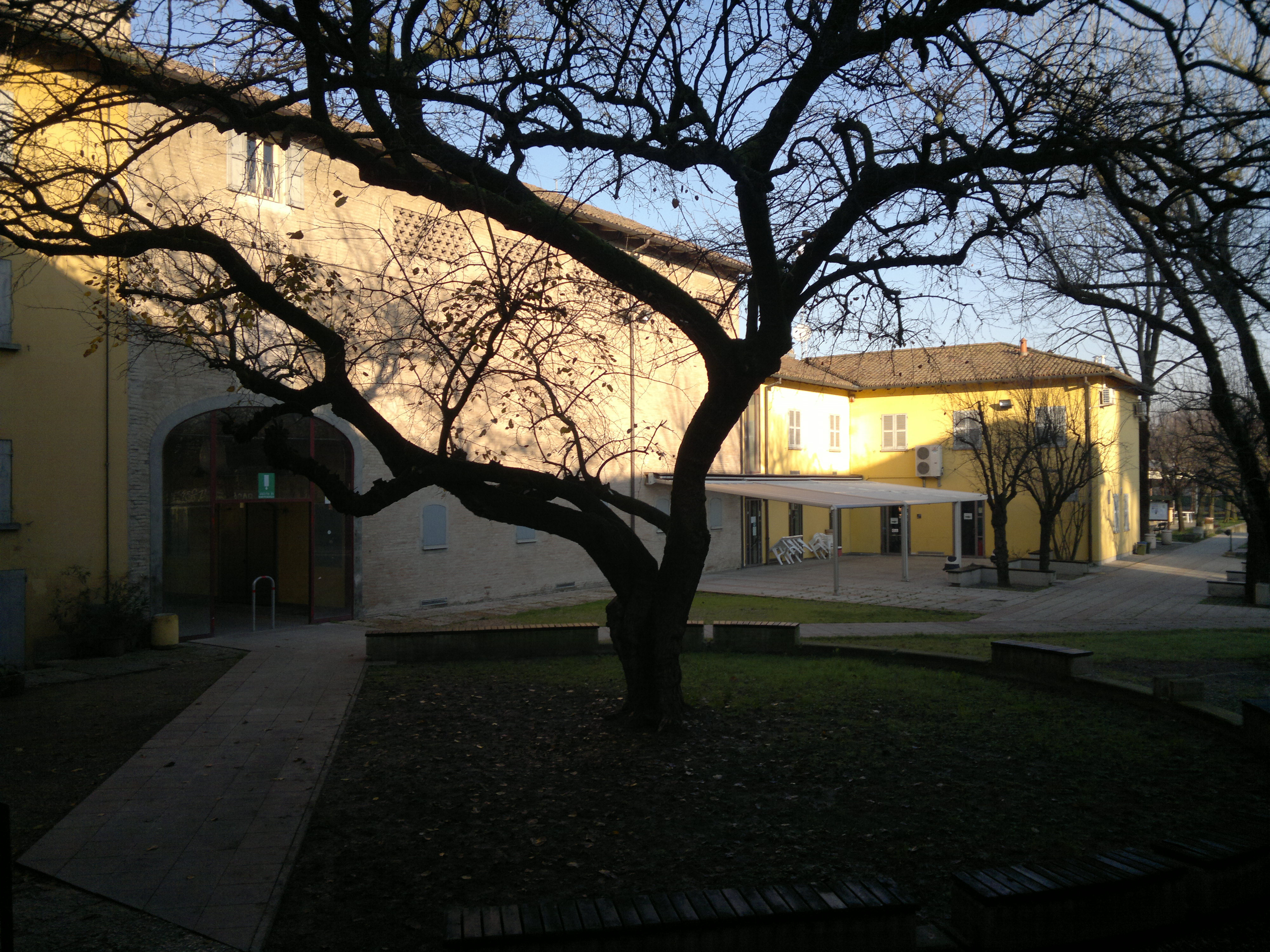
Il cortile interno del casino dell'Orologio con il gelso monumentale

Il casino dell'Orologio, che diede poi il nome all'intero quartiere, è invece documentato a partire dal ‘600, ma è probabile che la sua fondazione risalga al 1500, periodo in cui emerge la cultura della villa signorile in campagna. Si sa che fino al ‘700 l’area era di proprietà del “Ritiro delle cittadine di Modena”, un’opera pia poi sciolta dal duca estense Francesco III che – anticipando lo spirito della rivoluzione francese – soppresse molti enti religiosi e pii istituti alienandone i beni. Fu poi acquistato dai Conti Cassoli, Righi-Albertini e Demanio nazionale Malaguzzi (sec. XIX), famiglia Spaggiari (1871), famiglia Ottavi che, nel 1954, lo cedette alla famiglia Lombardini per poi essere acquisito dal Comune di Reggio il quale, su spinta dei giovani della FGCI che nella primavera del 1978 ne occuparono area e pertinenze, permise di trasformarlo in un centro socio-culturale e ricreativo autogestito. Il casino dell’Orologio è anche, però, al centro di una leggenda che risale alla rivoluzione e agli anni che vanno dalla fine del ‘700 a inizio ‘800. Un inventario spiega che al secondo piano del fabbricato principale vi era una camera da letto denominata “Camera del francese”. Pare che fosse così denominata in quanto Napoleone Bonaparte avrebbe soggiornato proprio qui, durante il suo ingresso a Reggio.

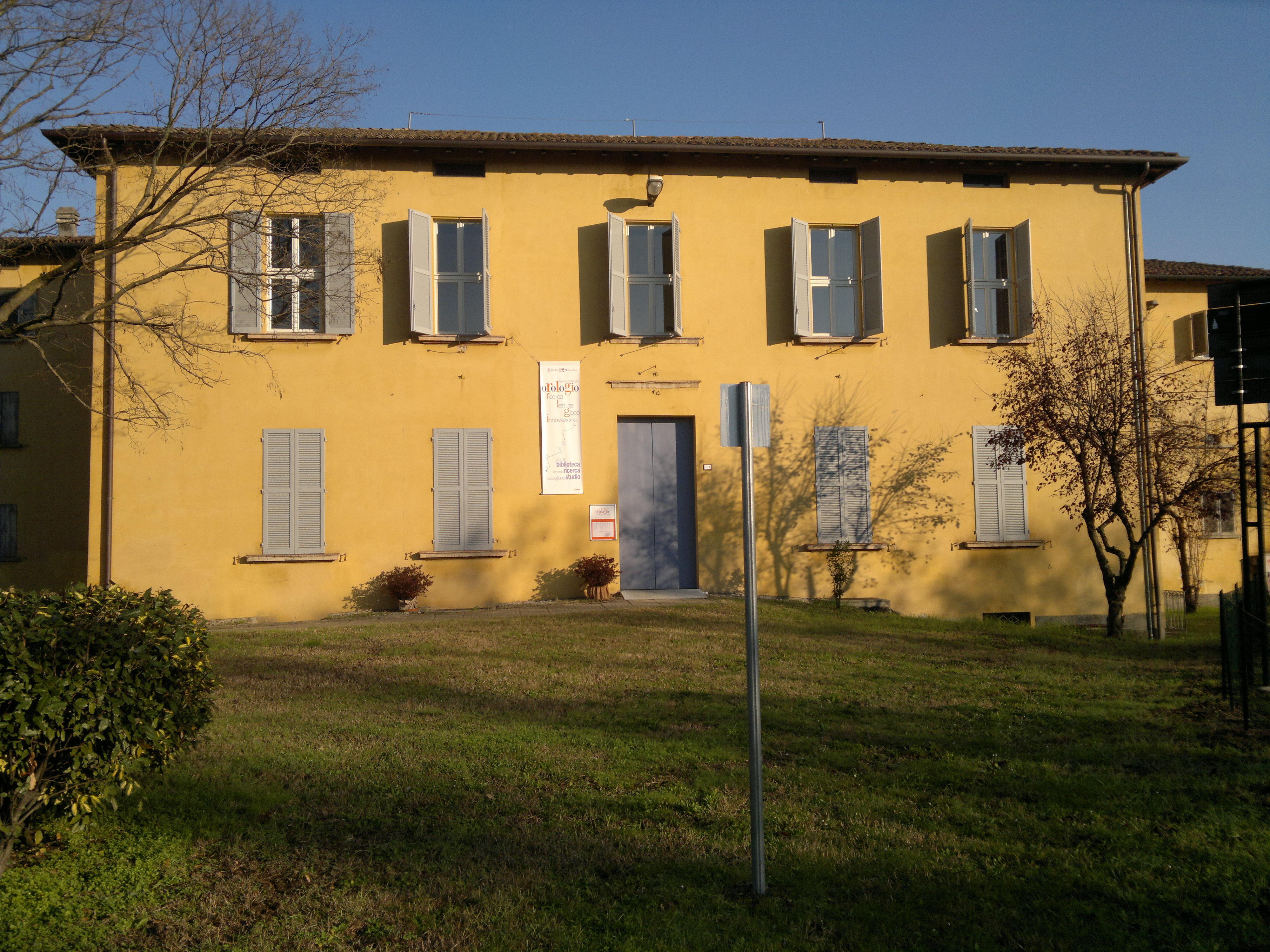
Casino dell’Orologio, ingresso storico

Dal punto di vista storico l'edificio degno di maggior nota riguarda il Casino Ottavi (poi divenuta Casa Mussini), una dimora situata sull'attuale via Gorizia esistente già nel XVIII secolo, che nell'estate del 1944 ospitò un incontro clandestino fra Benito Mussolini, il feldmaresciallo Albert Kesselring e il generale Rodolfo Graziani, comandante dell'esercito della Repubblica di Salò. A organizzarlo fu il colonnello delle S.S. Eugen Dollman, interprete ufficiale dei colloqui fra il Fhurer con Mussolini, che in quel periodo abitava nella villa, allora di proprietà della contessa Lavinia Ottavi in Brazzà di Savorgnan. Nel suo libro Un libero schiavo, Dollmann spiegò che fu scelta proprio Reggio Emilia in quanto baricentrica e strategica dal punto di vista politico e militare nell'allora occupato Nord Italia. Il colonnello tedesco racconta come da lui facessero la spola persone e personaggi di ogni estrazione e censo, dai fascisti ai partigiani, ad alti esponenti del clero e semplici contadini, per richieste di aiuto o altro.

Più recente è la costruzione di Villa Terrachini, posta sulla via Emilia fra Reggio e Pieve Modolena. Risalente al 1855-60 la dimora, circondata da un importante giardino chiamato volgarmente dai reggiani "bosco Terrachini", fu inizialmente di proprietà della famiglia Linari, per diventare patrimonio degli Ottavi (1860), poi venduta nel 1912 ai Terrachini e ancora oggi di proprietà dei Ferri Ricchi loro eredi. Fu proprio nella dépendance di villa Terrachini che nacque il celebre tenore reggiano Ferruccio Tagliavini. E fu sotto i grandi alberi del suo parco che, per sfuggire ai bombardamenti alleati, si nascosero i carri armati della 1. SS-Panzer-Division "Leibstandarte SS Adolf Hitler" la quale, a partire dall'agosto del 1943, aveva preso possesso di questa tenuta. Da qui partì il contingente che l'8 settembre 1943 uccise 5 militari italiani alla caserma Zucchi. In quell'occasione era presente anche il colonnello Joachim Peiper che dieci giorni più tardi si macchiò dei crimini dell'eccidio di Boves. La villa fu poi oggetto di pesanti bombardamenti aerei e fu restaurata nell'immediato dopoguerra. Fino agli anni Cinquanta il suo parco ospitò la festa de l'Unità provinciale.

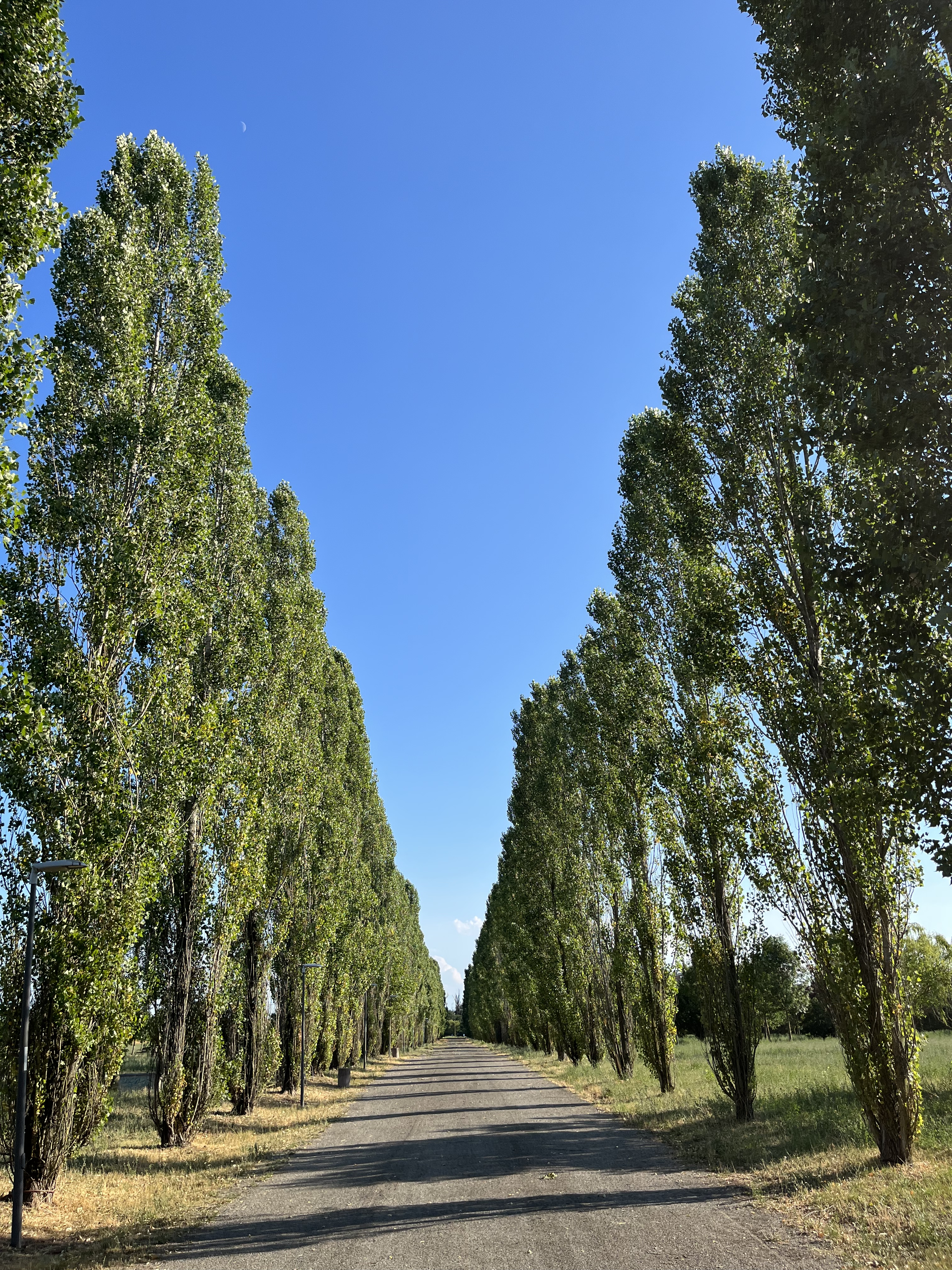
Filari di pioppi sul viale centrale del parco Nilde Iotti

A partire dagli anni '60 lo sviluppo residenziale crebbe vertiginosamente provocando la saldatura della località di Roncina con il quartiere di Regina Pacis senza soluzione di continuità. Già diversi anni prima fra via Mascagni e la via Emilia si erano insediate alcune piccole industrie che crebbero per tutti i decenni successivi: all'inizio degli anni '60, fra villa Terrachini e il cavo Guazzatore l'imprenditore Achille Maramotti eresse l'allora nuovo stabilimento della casa di moda Max Mara, attivo fino agli anni 2000. Fu in data 1º novembre 1967 che per decreto vescovile venne stralciata da Regina Pacis la nuova parrocchia dello Spirito Santo che, nel 1976, vedrà costruita la nuova chiesa in via Mascagni. A guidarla, con il titolo di priore, il parroco don Mario Gasparini, ancora guida pastorale della comunità cattolica. Proprio in quel periodo, sul fronte laico progressista, cominciò l'incubazione di quello che, dal 1978, diventerà il principale centro di aggregazione sociale e ricreativa del quartiere: il complesso del casino dell'Orologio, un centro non solo geografico ma anche funzionale del quartiere Orologio. Nato da un'occupazione portata avanti dai giovani della FGCI del quartiere, il centro di aggregazione divenne poi un hub culturale e di servizi che contribuì anche evitare la scomparsa di un complesso insediativo risalente al XVI secolo. Dal recupero dell'antica corte agricola, realizzato principalmente da volontari e dall'amministrazione comunale, nacquero diversi spazi pubblici tuttora attivi quali: il teatro, il centro sociale, la ludoteca, uno spazio culturale e la sede della circoscrizione, che rimase nei locali dell'Orologio sino alla sua soppressione, avvenuta nel 2009. Altre significative trasformazioni di rilievo si ebbero negli anni '70 e '80, con la realizzazione della nuova chiesa parrocchiale dello Spirito Santo, sorta in via Mascagni e dell'asse attrezzato di via Chopin (1988) che funge da tangenziale ovest della città. Nel 1989 in un'area interclusa fra il rondò dell'acquedotto, la nuova centrale ENEL di via Gorizia e l'asse attrezzato di via Chopin viene portato a termine il parco del Gelso, in onore allo storico gelso situato al centro del cortile del casino dell'Orologio e ricucito al complesso monumentale tramite un sottopasso ciclopedonale posto al di sotto della tangenziale. Qualche anno più tardi, verso la metà degli anni '90, il quartiere viene dotato del centro diurno comunale La Coccinella e, nel 1999, della casa protetta Villa Le Magnolie, a servizio di tutti il territorio dell'allora Circoscrizione Terza di Reggio Emilia. In quel periodo, con il PRG del 1999, viene riconfermata la previsione, risalente al 1984, di realizzare circa 1.800 alloggi fra a sud di villa Terrachini: il cosiddetto piano particolareggiato di Parco Ottavi. Tuttavia, la crisi dell'edilizia iniziata nel 2005, continuata con la crisi finanziaria del 2007-2008 e la successiva crisi del debito sovrano europeo ha bloccato la realizzazione degli appartamenti e portato al fallimento le storiche cooperative di costruzione che dovevano portarli a termine. Queste avevano, però, già ultimato buona parte delle opere di urbanizzazione e l'enorme parco pubblico di 162.000 metri quadrati, comprensivo di due laghi di 7.000 mq, intitolato nel decennale della sua scomparsa all'illustre concittadina e prima presidente donna della Camera dei Deputati Nilde Iotti. 
Nel 2007 presso all'interno dell'ex stabilimento Max Mara di via Fratelli Cervi (Via Emilia) apre la Collezione Maramotti, fra i più importanti musei di arte contemporanea d'Italia.
A metà degli anni 2010, presso gli storici fabbricati di servizio di villa Terrachini, a nord di Parco Nilde Iotti, viene realizzato il nuovo nido d'infanzia Laura Terrachini.

## Monumenti e luoghi di interesse

### Architetture religiose
- Chiesa parrocchiale della Spirito Santo (1976), via Mascagni
- Oratorio del complesso monumentale Villa Ottavi-Terrachini[17] (sec. XIX), via Fratelli Cervi

### Architetture civili

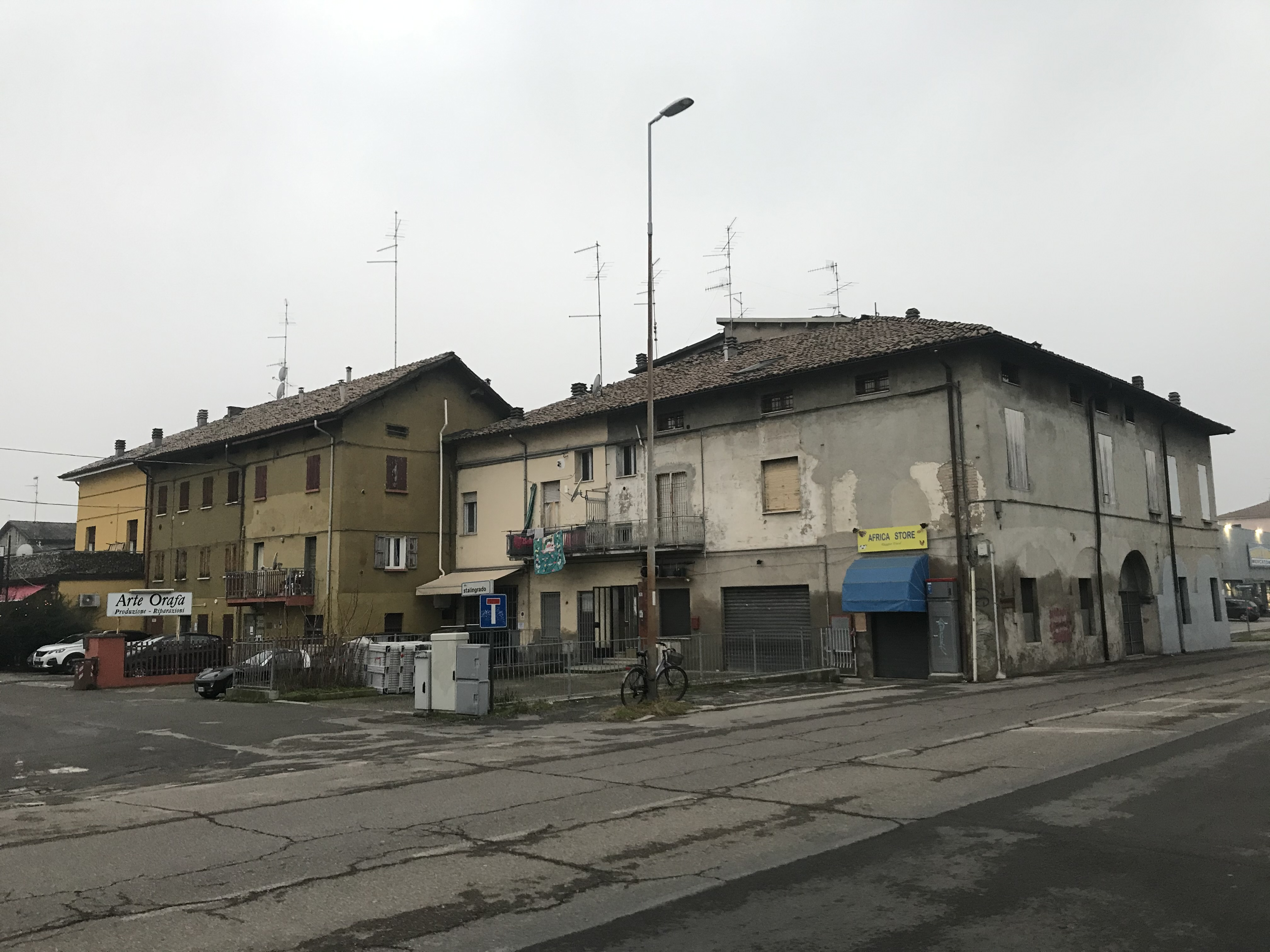
L'ex locanda dell'Angelo, sulla via Emilia

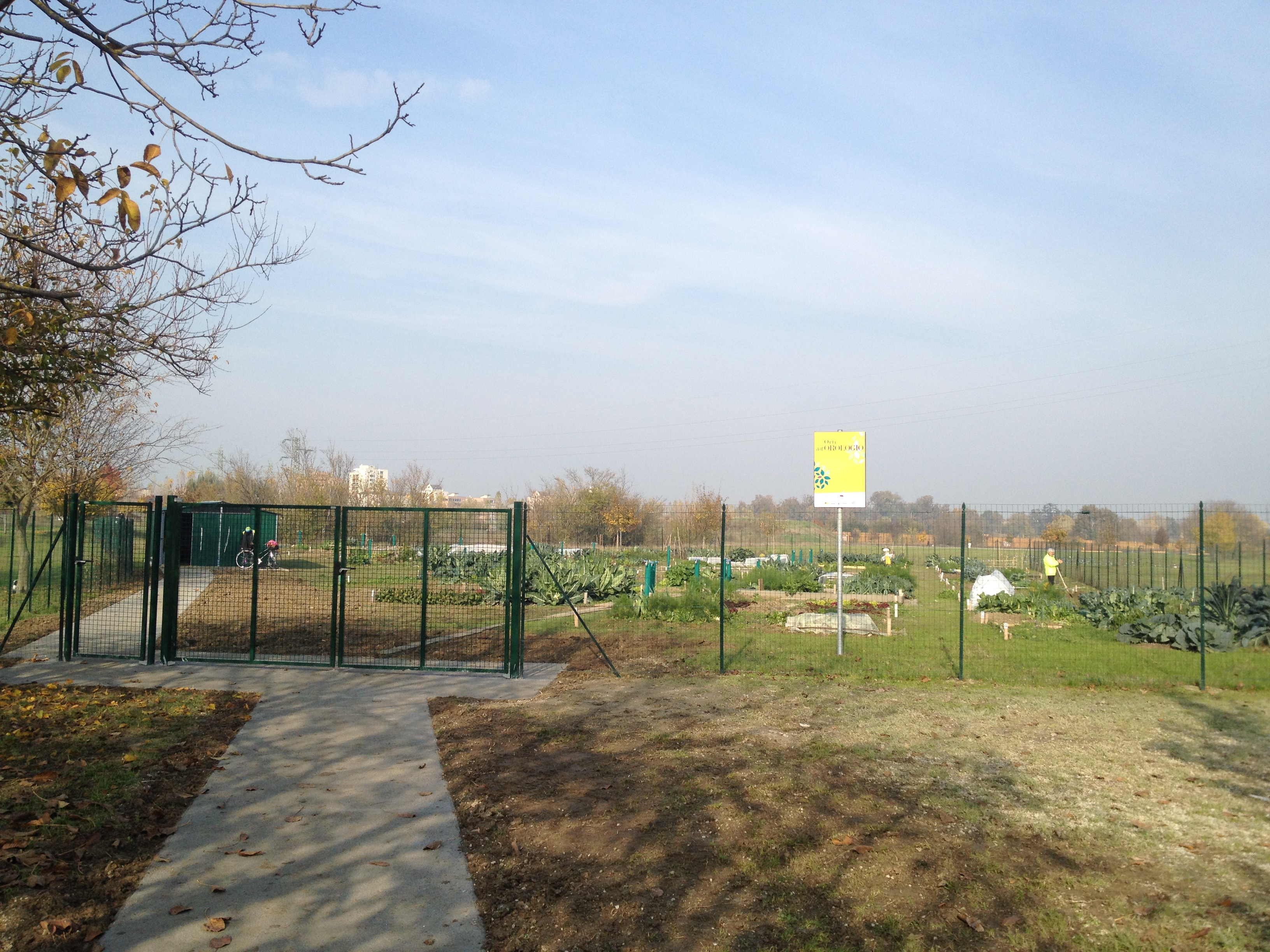
Gli orti sociali dell'Orologio al parco Nilde Iotti

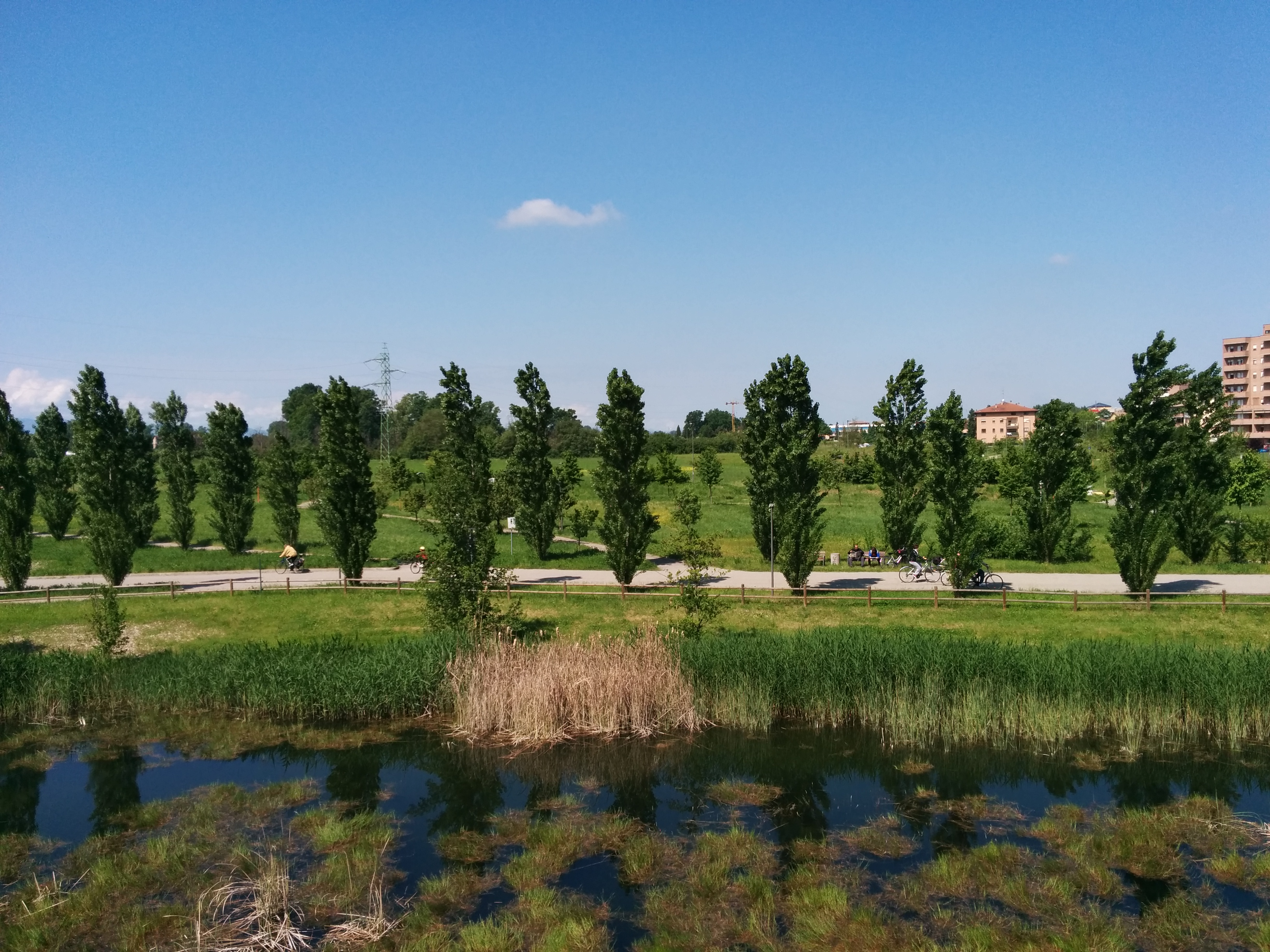
Laghetto al parco Nilde Iotti

A partire dagli anni '80 sono stati demoliti tre importanti complessi rurali appartenuti alla famiglia Terrachini, una casa colonica a ridosso della ferrovia Reggio-Ciano, un complesso rurale posto su via Gorizia con annesso un antico casello a pianta rettangolare e il Casino del Gallo, un complesso di notevole pregio architettonico con torre a colombaia posto a nord-est del Casino dell'Orologio.
- Complesso monumentale di Villa Terrachini (già Ottavi)[18], via Fratelli Cervi
- Stabilimento Max Mara (1960)[19] di Antonio Pastorini e Eugenio Salvarani, via Fratelli Cervi
- Casa Mussini (già Casino Ottavi)[20], via Gorizia
- L'Angelo Vecchio (già ospedale nell'882 e locanda nel 1472)[21], via Fratelli Cervi

### Aree naturali
Il quartiere conta diversi parchi urbani, fra cui spicca il grande Parco Nilde Iotti, ove sono presenti 48 orti sociali.

#### Parchi
- Parco Nilde Iotti (ex Ottavi)[23], via Danimarca
- Parco Paolo Davoli[24], via Vincenzo Gianferrari
- Parco Diamante[25] con Giardino dell'Arca o delle Religioni "Alex Langer", via Wagner
- Parco Il Gelso[26], via Puccini

## Società
La popolazione dell'Orologio e della zona dello Spirito Santo era di 2 550 residenti nel 1972 e a inizio anni '80 si aggirava attorno ai 3 100 abitanti. Fra il 2014 e il 2019 il quartiere ha visto crescere la popolazione dello 0,81% attestandosi a 3 850 residenti. 
Si tratta di un quartiere popolato da un ingente numero di anziani: infatti, l'indice di vecchiaia è molto più alto del dato complessivo comunale (200 contro 137 a livello comunale). 
Il tasso di natalità è un po' più alto della media cittadina (8,6 contro 8‰) e il numero di componenti medi a nucleo famigliare è simile a quello del comune (2,2 componenti a nucleo).
L'Orologio è un quartiere in cui la presenza di cittadini stranieri è più bassa del dato generale della città ed è pari al 15,2% (contro il 16,4% a livello comunale). Le prime tre nazionalità non italiane presenti sul territorio provengono da: Albania, Ucraina ed Egitto. 
Il reddito pro capite al 2017 è leggermente inferiore (€ 24.438) di quello cittadino (€ 26.213). 

### Tradizioni e folclore
- Sagra della parrocchia dello Spirito Santo, periodo di Pentecoste

### Istituzioni, enti e associazioni
- Centro sociale Orologio[28], casino dell'Orologio, via Massenet
- Biblioteca speleologica e Gruppo speleologico paletnologico Gaetano Chierici[29], casino dell'Orologio, via Massenet
- Centro teatrale Mamimò, teatro Piccolo Orologio[30], via Massenet
- Drum professional school[31], via Bizet
- Parrocchia dello Spirito Santo[32][33], via Mascagni

## Cultura
Prima della nascita del centro sociale Orologio la zona faceva riferimento ai poli educativi e culturali di Regina Pacis e Roncina. Con la nascita del circolo e del teatro Piccolo Orologio, la maggior parte delle attività sono ricadute sul polo del casino dell'Orologio.  Per la scuola dell'obbligo il territorio del quartiere Orologio fa riferimento al bacino scolastico dell'Istituto comprensivo Marco Emilio Lepido di via Premuda (scuola primaria Bartali e scuola secondaria di I grado Lepido), con il quale confina. All'interno del casino dell'Orologio è presente l'omonimo Spazio culturale comunale, dotato di ludoteca e biblioteca municipale, ove si tengono corsi, atelier e narrazioni per ragazzi.

### Infanzia
- Nido d'infanzia Laura Terrachini[16], via Ildebrando Pizzetti

### Altro
- Collezione Maramotti[15], via Fratelli Cervi
- Spazio culturale Orologio[35], casino dell'Orologio, via Massenet
- Drum professional school[31], via Bizet
- Centro teatrale Mamimò, teatro Piccolo Orologio[30], via Massenet

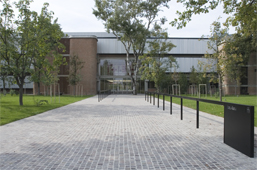
Ingresso della Collezione Maramotti

### Eventi
- REstate all'Orologio, rassegna estiva di musica e spettacoli
- Rassegna teatrale Mamimò, teatro Piccolo Orologio, via Massenet
- “Memorial Tartaglia” (gara di bocce), casino dell'Orologio
- "Settembrina" (gara di bocce), casino dell'Orologio
- Raduno motociclistico "Città del Tricolore" (Motoclub Reggiano), casino dell'Orologio
- Trofeo cicloturistico della Resistenza - Memorial "Elio Trolli", casino dell'Orologio
- Festa dei Parchi, casino dell'Orologio

All'interno del parco Nilde Iotti è in previsione la creazione di un polo scolastico comunale per l'infanzia.

## Infrastrutture e trasporti

### Trasporto pubblico

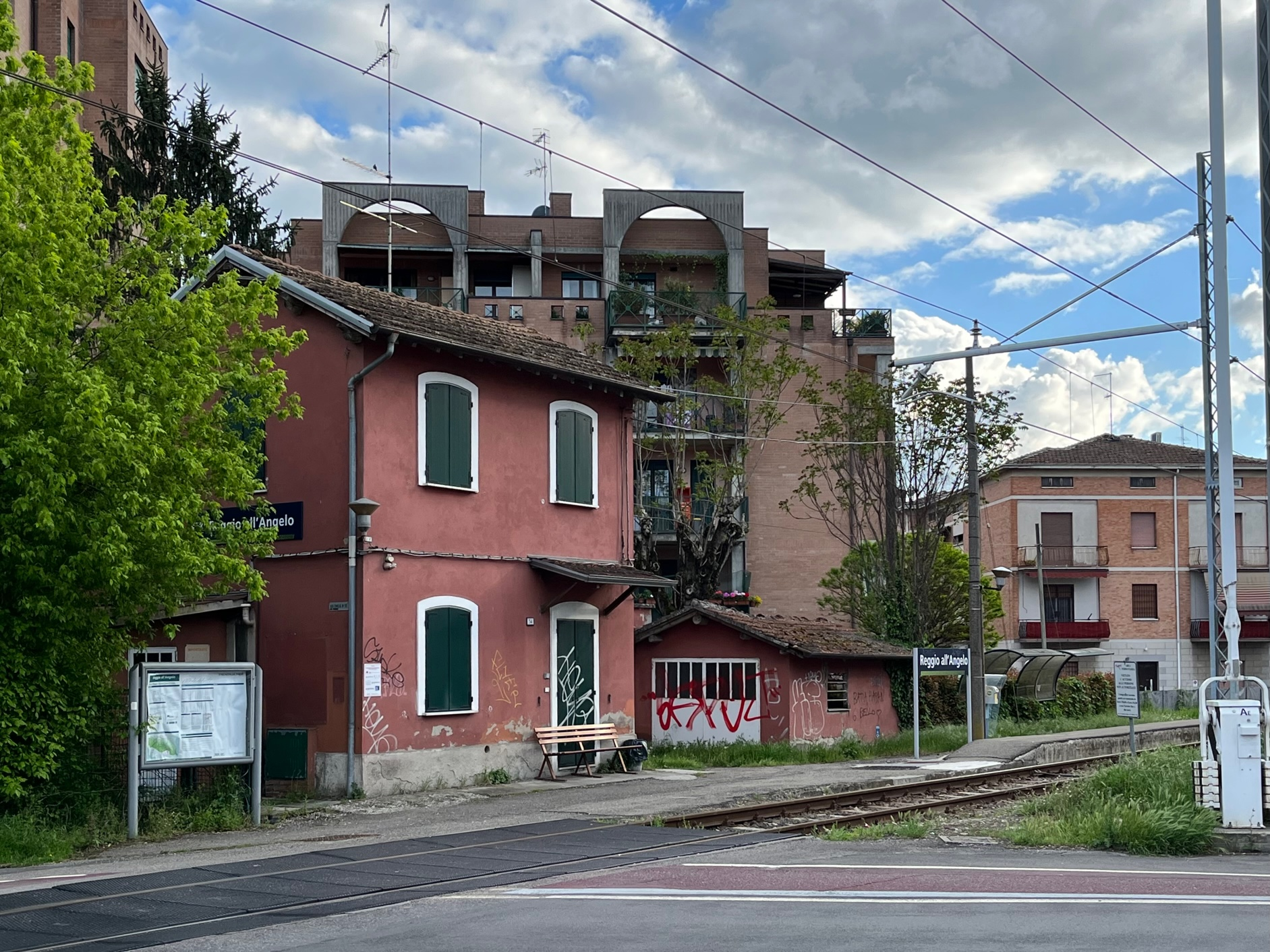
Fermata ferroviaria di Reggio all'Angelo

La rete del trasporto pubblico urbano, svolta da SETA, è ad alta frequenza e tocca gli assi della via Emilia Ovest (Fratelli Cervi), via Gorizia e via Mascagni. Transitano in loco le linee urbane: 
- n. 1 Villaggio Foscato-Albinea Botteghe;
- n. 2 Pieve Modolena-Rubiera;
- n. 7 Cavriago-Canali;
- n. 8 S.Ilario d'Enza-San Maurizio;
- n. 11 Via Mascagni-Gavassa.

Oltre a queste la zona è attraversata dalle linee extraurbane per la Val d'Enza e dalla ferrovia Reggio-Ciano, rispetto a cui è stata da poco ultimata (ma non attivata) la fermata Parco Ottavi. Sulla medesima linea ferroviaria è, invece, attiva la fermata Reggio all'Angelo sita sulla via Emilia.

### Piste ciclabili

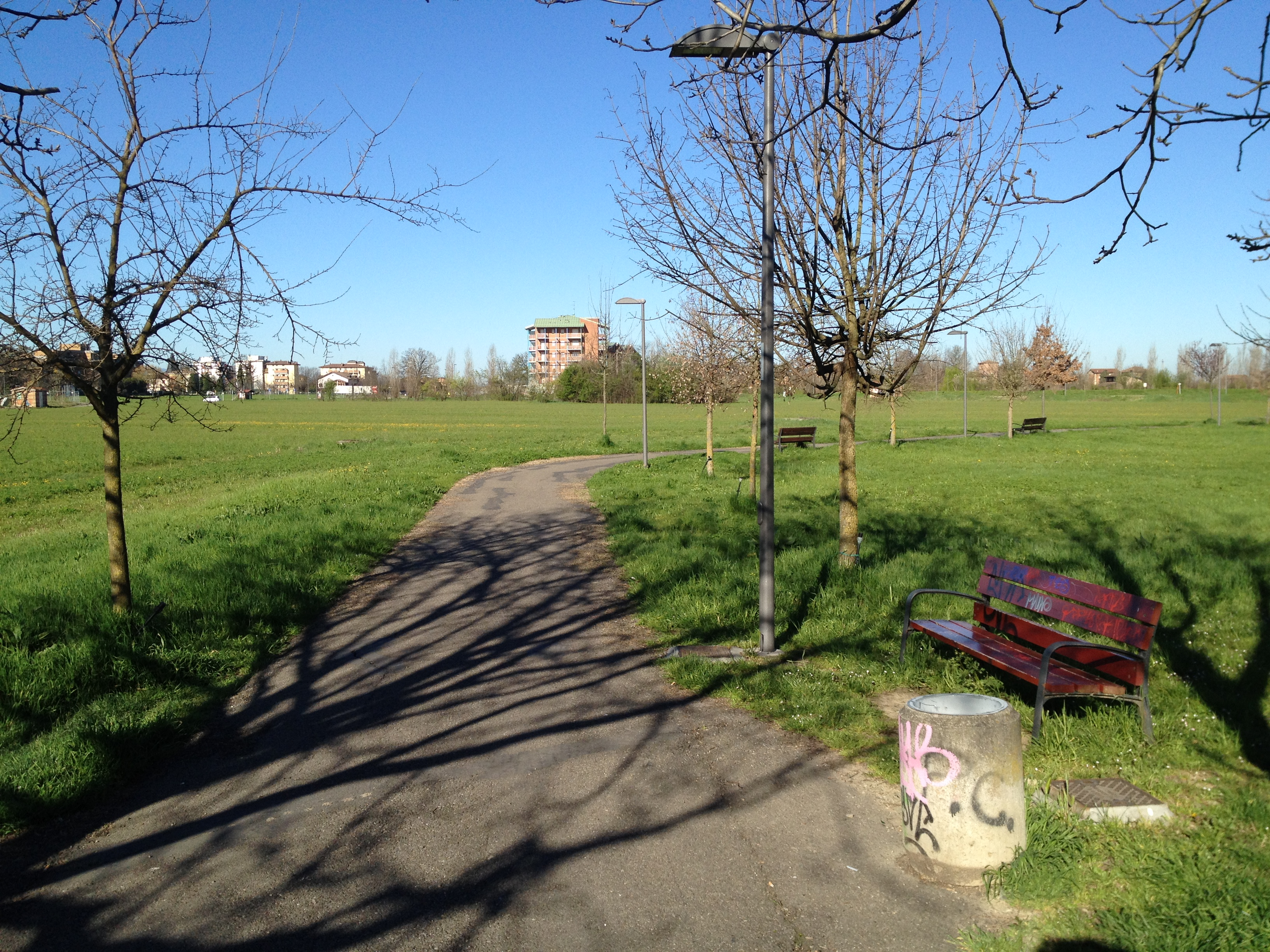
Pista ciclabile a parco Nilde Iotti

I percorsi ciclopedonali insistono sulle arterie principali e collegano il quartiere con il centro città e con i quartieri Regina Pacis, Bell'Albero e Pieve Modolena (oltre che con la via Emilia). La viabilità principale è caratterizzata a nord dall’asse della via Emilia e, a sud, da via Gorizia, intersecata dall'asse attrezzato (via Chopin).
Il quartiere è attraversato dalle principali ciclovie che dalla Val d'Enza e da Calerno di S. Ilario d'Enza portano verso il centro della città, fra cui:
- Ciclovia 1W Gaida - Centro: Gaida - Cadè - Cella - Pieve Modolena - via Fratelli Cervi - via Emilia all'Angelo - Piazza Duca d'Aosta

- Ciclovia 7 Cavriago - Centro: Largo Kobe e Gianna Briant - torrente Crostolo - Regina Pacis - Orologio - Roncina - torrente Modolena - Codemondo - torrente Quaresimo - Cavriago

Le caratteristiche urbanistiche del quartiere lo hanno reso parte, per la zona urbanizzata, di una Zona Residenziale a Traffico Moderato.

### Altre infrastrutture
Nelle campagne a nord di via Gorizia è presente l'acquedotto interrato che porta l'acqua in città dai pozzi presso il torrente Enza.
È in previsione la realizzazione di un nuovo asse viario, in variante a via Gorizia.

## Economia
L'Orologio è un ambito territoriale molto ricco di esercizi commerciali e confina con quartieri dove non mancano negozi e gallerie di vicinato. Le principali attività commerciali sono collocate lungo via Gorizia e lungo la via Emilia che, in loco, assume il nome di via Fratelli Cervi. Su quest'ultima insistono anche diverse attività produttive.
Le principali strutture scolastiche e per l'infanzia sono situate nei quartieri limitrofi (Regina Pacis, Roncina, Bell'Albero), ad eccezione del nido d'infanzia Laura Terrachini, collocato nei pressi dell'antica omonima villa. Nel complesso dell'ex Casino dell'Orologio è attivo, da pochi anni, lo Spazio culturale Orologio, dotato di servizi educativi pomeridiano per bambini e ragazzi gestiti dal Servizio Officina Educativa del Comune di Reggio e di una piccola biblioteca di quartiere con annessa una ludoteca. Il principale centro ricreativo e punto d'aggregazione del quartiere è il centro sociale Orologio. In via Mascagni è presente la parrocchia dello Spirito Santo, dotata di una pista polivalente. Presso il centro sociale Orologio sono collocati un bocciodromo e altre strutture polivalenti. Gli altri servizi assistenziali principali della zona sono: la casa residenza Villa Le Magnolie (dell'A.s.p. Reggio Emilia – Città delle persone) e il centro diurno La Coccinella. Presso l'ex Casino Ottavi (Casa Mussini), di proprietà dell'Amministrazione provinciale e in fase di alienazione, ha avuto sede il Centro servizio per il volontariato DarVoce.

## Amministrazione
L'Orologio è sempre stato sottoposto alla giurisdizione del Comune di Reggio all'interno della villa di Cavazzoli o Borghi di Santo Stefano. Dal 1980 al 2009 ha fatto parte della Circoscrizione Terza e, dal 2009 al 2014, della Circoscrizione Ovest. Dal 2014 le circoscrizioni di decentramento amministrativo nelle città con meno di 250.000 abitanti delle regioni a statuto ordinario sono state abolite. Il governo della circoscrizione (che comprendeva anche le frazioni più esterne e i quartieri limitrofi) è sempre stato retto da maggioranze di sinistra, guidate dal PCI e dal PSI e, dal 1995, di centrosinistra. La sede circoscrizionale era ospitata all'interno del complesso monumentale del Casino dell'Orologio, in via Massenet, e dal 2009 al 2014 alla sala civica Cesare Zavattini di Pieve Modolena.

## Sport

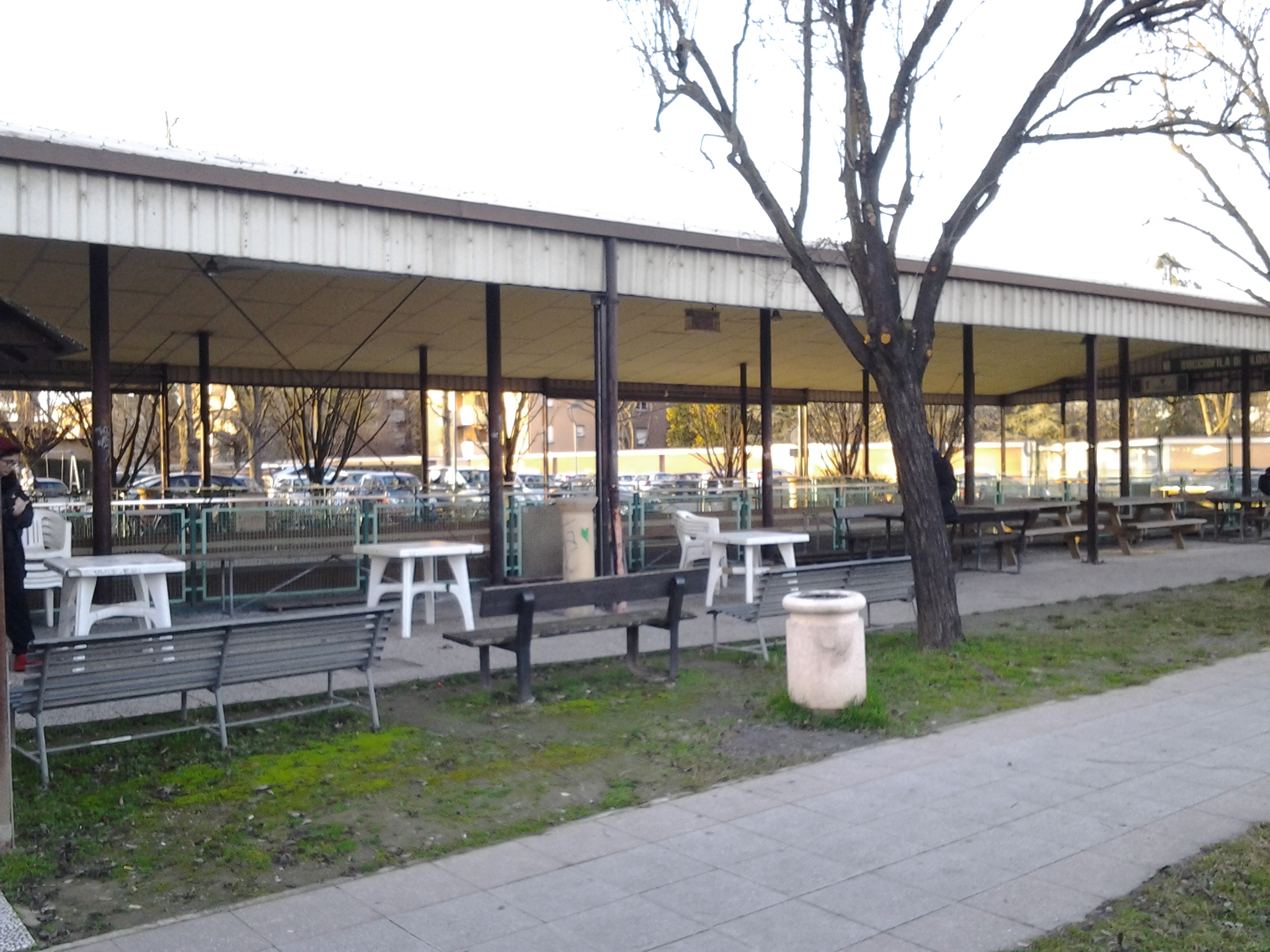
Bocciodromo coperto all'Orologio

Il quartiere Orologio non vede la presenza di impianti sportivi professionistici tuttavia, nelle immediate adiacenze, sono operative diverse infrastrutture sportive comunali di base. Gli unici impianti sono strutture informali e piste polivalenti presenti all'interno dell'area parrocchiale della chiesa della Spirito Santo (via Mascagni), dove in passato si sono svolti diversi tornei amatoriali interparrocchiali di calcio e calcio a 5, e presso i parchi pubblici. Al centro sociale Orologio è presente un bocciodromo gestito da un gruppo sportivo UISP che, oltre al gioco delle bocce, pratica attività di cicloturismo.
Gli impianti presenti sono:
- Bocciodromo Orologio, casino dell'Orologio, via Massenet

- Pista polivalente comunale, parco Il Gelso, via Puccini

- Pista polivalente parrocchiale Spirito Santo, via Mascagni
- Campo di calcio parrocchiale Spirito Santo, via Mascagni

- Campo (pitch) di cricket, parco comunale Il Gelso, via Puccini.

Presso il verde pubblico del parco Nilde Iotti è in previsione la realizzazione di un centro sportivo polivalente.